# Armenia (provincia romana)
L'Armenia (dal latino: Armenia) fu un'antica provincia dell'impero romano, esistita per breve tempo e ad intermittenza, comprendente i territori dell'attuale Turchia orientale, Armenia, Georgia, Azerbaigian e una piccola parte dell'Iran nord-occidentale.

## Statuto
L'Armenia fu ordinata in provincia romana dall'imperatore Traiano nel 114 e rimase tale fino alla sua morte (117), quando fu abbandonata dal successore Adriano. Potrebbe essere tornata sotto il dominio romano al termine delle campagne partiche di Lucio Vero.

## Storia

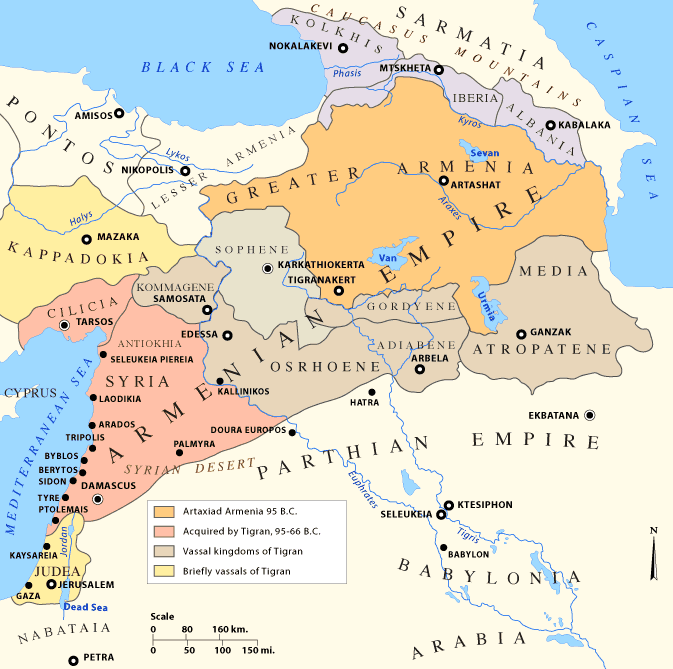
Il regno d'Armenia nel suo massimo splendore tra il 95 ed il 66 a.C. al tempo della Dinastia Artasside.

### Prima dei Romani
Il regno d'Armenia fu in età antica una regione abitata da popolazioni seminomadi, che non formarono mai veri e propri regni. Questi popoli non si stanziarono mai nella regione per le frequenti incursioni dei vicini popoli caucasici e per la vicinanza con il regno babilonese.
Dopo il decadimento delle città stato e il successivo ingresso nella storia antica dell'impero persiano, l'Armenia cadde in decadimento e poi divenne satrapia dell'impero persiano. La satrapia dell'Armenia era molto grande e prendeva una vasta area.
In Armenia si trovavano le famose Porte caspiche, ovvero enormi portoni che erano l'ingresso alla parte più interna dell'impero persiano.
Durante l'impero di Alessandro Magno l'Armenia fu una delle regioni più difficili da conquistare proprio perché i Persiani sconfitti sul Granico e ad Isso utilizzarono i loro arcieri e gli alti monti per tendere imboscate ai Macedoni. Alessandro per ovviare a tale problema prese una guida da un villaggio sui monti, nel quale sposò la figlia del capo. Alla morte di Alessandro, l'Armenia fece parte del regno ellenistico affidato ai Seleuci. Questa regione fu fino alla conquista dei Parti territorio di accese e sanguinose lotte per il controllo dei monti, tra il regno di Pergamo e quello Seleucide. L'Armenia dopo che Roma conquistò il regno di Pergamo fece parte del regno dei Parti.

### Epoca romano-repubblicana
Durante il periodo del suo massimo splendore, dal 95 a.C. al 66 a.C. il regno d'Armenia aveva il controllo di alcune zone del Caucaso, della odierna Turchia orientale, del Libano e della Siria. Essa finì sotto la sfera d'influenza dei Romani nel 66 a.C., con le campagne di Lucullo e Pompeo. A causa di ciò, successivamente il regno d'Armenia fu teatro della contesa tra Roma e l'Impero Partico. I Parti costrinsero il regno d'Armenia alla sottomissione dal 47 a.C. al 37 a.C., quando Roma prese il controllo del regno solo per breve tempo.
Le campagne di Marco Antonio in Partia furono infatti fallimentari. Non solo non era stato vendicato l'onore di Roma in seguito alla sconfitta subita dal console Marco Licinio Crasso a Carre del 53 a.C., ma le armate romane erano state battute nuovamente in territorio nemico e la stessa Armenia era entrata nella sfera di influenza romana solo per poco tempo.

### Epoca romano-alto imperiale

#### Sotto Augusto

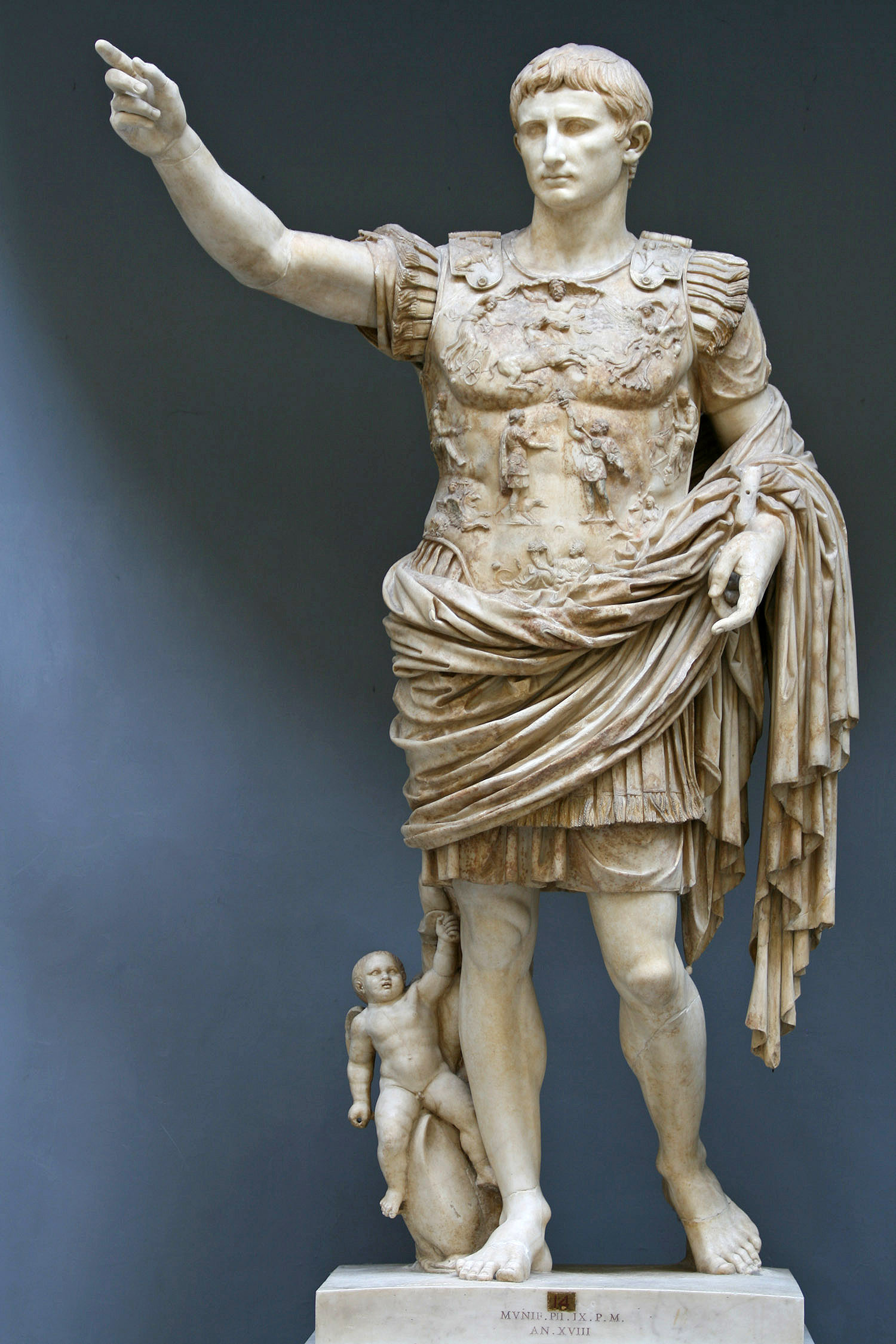
L'Augusto loricato o "di Prima Porta", statua dell'imperatore Augusto, ritratto in tenuta militare da parata. Sulla corazza è rappresentata la scena della consegna delle insegne legionarie di Marco Licinio Crasso da parte del re dei Parti, Fraate IV

Fu solo al termine della guerra civile, con la battaglia di Azio (nel 31 a.C.) e l'occupazione dell'Egitto (nel 30 a.C.) che Ottaviano poté concentrarsi sul problema partico e sull'assetto dell'intero Oriente romano, compreso il regno d'Armenia. Il punto cruciale in Oriente era costituito proprio da questo regno che, a causa della sua posizione geografica, era da un cinquantennio oggetto di contesa fra Roma e la Partia. Egli mirò a fare dell'Armenia uno stato-cuscinetto romano, con l'insediamento di un re gradito a Roma, e se necessario imposto con la forza delle armi.
In Armenia, regnava una divisione cronica fra i nobili: il partito filoromano aveva inviato ad Augusto un'ambasceria per chiedere un processo contro il re Artaxias II, la sua deposizione e la sostituzione al trono di Armenia del fratello minore, Tigrane III, che era vissuto a Roma dal 29 a.C. Al termine del 21 a.C., Augusto ordinò al figliastro Tiberio, che aveva allora ventuno anni, di condurre un esercito legionario dai Balcani in Oriente, con il compito di porre sul trono armeno Tigrane II, e recuperare le insegne imperiali. I rapporti di amicizia che poco dopo furono instaurati da Roma con i Parti favorirono il partito filoromano della vicina Armenia, e prima che Tiberio raggiungesse l'Eufrate, Artaxias II fu assassinato dai suoi stessi cortigiani. Tiberio, entrato nel paese senza incontrare resistenza ed in presenza delle legioni, pose solennemente il diadema regale sul capo di Tigrane III, ed Augusto poté annunziare di aver conquistato l'Armenia, pur astenendosi dall'annetterla.
Una nuova crisi seguì nell'1 a.C., quando Artavaside III, re d'Armenia filo-romano, fu eliminato dall'intervento dei Parti e dal pretendente al trono Tigrane IV. Questo fu un grave affronto al prestigio romano. Augusto, non potendo più contare sulla collaborazione di Tiberio (ritiratosi in ritiro volontario a Rodi) e di Agrippa ormai morto da oltre un decennio, decise di inviare il giovane nipote Gaio Cesare a trattare la questione armena. Fraate V si rifiutò di lasciare il controllo dell'Armenia nelle mani dei Romani, e continuò a mantenerne la sua supervisione sopra il nuovo re, Tigrane IV, il quale, però, mandò a Roma alcuni ambasciatori con doni, riconoscendo ad Augusto la potestà sul suo regno, e chiedendogli di lasciarlo sul trono. Augusto, soddisfatto di questo riconoscimento, accettò i doni, ma chiese a Tigrane di recarsi presso Gaio in Siria per trattare la sua possibile permanenza sul trono d'Armenia. Il comportamento di Tigrane III indusse Fraate V a cambiare idea, costringendolo a venire a patti con Roma, e si dichiarò pronto a porre fine ad ogni interferenza in Armenia.
Questo stesso anno venne concluso un patto tra il principe romano Gaio Cesare, ed il gran re dei Parti, in territorio neutrale su di un'isola dell'Eufrate, riconoscendo ancora una volta questo fiume come confine naturale fra i due imperi. Tale incontro sanciva il reciproco riconoscimento tra Roma e la Partia, di Stati indipendenti con uguali diritti di sovranità.
Nel frattempo Tigrane IV era stato ucciso nel corso di una guerra, forse fomentata dai nobili armeni antiromani, contrari alla sottomissione a Roma. La morte di Tigrane fu seguita dall'abdicazione di Erato, sua sorellastra e moglie, e Gaio, in nome di Augusto, diede la corona ad Ariobarzane, già re della Media dal 20 a.C. Il partito antiromano, rifiutandosi di riconoscere Ariobarzane quale nuovo re d'Armenia, provocò disordini ovunque, costringendo Gaio Cesare ad intervenire direttamente con l'esercito. Il principe romano, riuscì alla fine ad espugnare la fortezza di Artagira (forse vicino a Kagizman nella valle del fiume Arasse), ma rimase ferito gravemente nel corso delle vicende di questo assedio.

#### Epoca giulio-claudia

Il regno d'Armenia attorno al 50 d.C.

A turbare la situazione orientale intervennero non solo le morti del re della Cappadocia Archelao, che era venuto a Roma a rendere omaggio a Tiberio, di Antioco III, re di Commagene, e di Filopatore, re di Cilicia: i tre stati, che erano vassalli di Roma, si trovavano in una situazione di instabilità politica, e si acuivano i contrasti tra il partito filoromano e i fautori dell'autonomia.
La difficile situazione orientale rese necessario un intervento diretto romano, e Tiberio nel 18 inviò il figlio adottivo, Germanico, che fu insignito dell'imperium proconsolaris maius su tutte le province orientali. Giunto in Oriente, Germanico, con il consenso dei Parti, incoronò ad Artaxata un nuovo sovrano d'Armenia: il regno, infatti, dopo la deposizione di Vonone era rimasto privo di una guida, e Germanico conferì la carica di re al giovane Zenone, figlio del sovrano del Ponto Polemone I. L'ex-re dell'Armenia fu dunque confinato nella città di Pompeiopoli in Cilicia, e morì poco tempo dopo, ucciso da alcuni cavalieri romani mentre tentava la fuga.
Stabilì, inoltre, che Commagene ricadesse sotto la giurisdizione di un pretore,pur mantenendo la propria formale autonomia, che la Cappadocia fosse istituita come provincia a sé stante, e che la Cilicia entrasse invece a far parte della provincia di Siria.
La sistemazione dell'Oriente approntata da Germanico garantì la pace fino al 34, quando il re Artabano II di Partia, convinto che Tiberio, ormai vecchio, non avrebbe opposto resistenza da Capri, pose il figlio Arsace sul trono di Armenia dopo la morte di Artaxias. Tiberio, allora, decise di inviare Tiridate, discendente della dinastia arsacide tenuto in ostaggio a Roma, a contendere il trono partico ad Artabano, e sostenne l'insediamento di Mitridate, fratello del re di Iberia, sul trono di Armenia. Mitridate, con l'aiuto del fratello Farasmane, riuscì ad impossessarsi del trono di Armenia: i servi di Arsace, corrotti, uccisero il loro padrone, gli Iberi invasero il regno e sconfissero, alleatisi con i popoli locali, l'esercito dei Parti guidato da Orode, figlio di Artabano. Artabano, temendo un nuovo massiccio intervento da parte dei Romani, rifiutò di inviare altre truppe contro Mitridate, e abbandonò le proprie pretese sul regno di Armenia. Contemporaneamente, gli odi che Roma fomentava tra i Parti contro Artabano costrinsero il re a lasciare il trono e a ritirarsi, mentre il controllo del regno passava all'arsacide Tiridate. Poco tempo più tardi, tuttavia, quando Tiridate era sul trono da circa un anno, Artabano, radunato un grosso esercito, marciò contro di lui; l'arsacide inviato da Roma, impaurito, fu costretto a ritirarsi, e Tiberio dovette accettare che lo stato dei Parti continuasse ad essere governato da un sovrano ostile ai Romani.

Le campagne di Corbulone del 61-63.

Morto Tiberio nel 37, i Parti riuscirono a costringere ancora una volta l'Armenia a sottomettersi, anche se sembra che i Romani nel 47 ottennero nuovamente il controllo del regno, a cui offrirono lo status di cliente. La situazione era in continuo divenire.
Nerone, infine, preoccupato dal fatto che il re della Partia, Vologese I, avesse posto sul trono del regno d'Armenia il proprio fratello Tiridate, decise di inviare un suo valente generale, Gneo Domizio Corbulone, a capo delle operazioni orientali. Quest'ultimo, una volta riorganizzato l'esercito, penetrò nel 58 in Armenia e giunto fino alla capitale Artaxata riuscì ad impadronirsene dopo aver battuto lo stesso Tiridate. L'anno successivo fu la volta di Tigranocerta. Al termine delle operazioni, nel 60, pose Tigrane VI sul trono di Armenia.
Scoppiata una nuova crisi nel 62, in seguito alla quale, l'esercito del governatore della Cappadocia, Lucio Cesennio Peto, fu battuto dalle forze partico-armene, Corbulone fu costretto ad intervenire. Egli infatti raggiunse un accordo definitivo con il "re dei re" nel 63, restaurando il prestigio di Roma, e concludendo con Tiridate I di Armenia (sostituitosi a Tigrane VI) un accordo che riconosceva il protettorato romano e che rimase pressoché invariato fino al principato di Traiano (98-117).

#### Da Traiano agli Antonini (114-166)

Il regno d'Armenia nel 150 circa, tra le campagne di Traiano e quelle di Lucio Vero.

Nel 113, Traiano decise di procedere all'invasione del regno dei Parti. Il motivo era la necessità di ripristinare sul trono d'Armenia un re che non fosse un fantoccio nelle mani del re parto. E così l'Armenia fu invasa nuovamente dall'esercito comandato dall'imperatore Traiano nel 114. Si racconta infatti che Traiano, raggiunta Antiochia di Siria nel gennaio di quest'anno, radunò le legioni ed i suoi migliori generali, tra cui Lusio Quieto e Quinto Marcio Turbone (allora praefectus classis Misenis). Radunata pertanto l'armata marciò sull'Armenia e ne conquistò la sua capitale Artaxata. Deposto il suo re, un certo Partamasiri, annesse i suoi territori all'Impero romano, facendone una nuova provincia. Le sue armate proseguirono da settentrione fino in Media ad est, ed in Mesopotamia settentrionale. L'Armenia fu, quindi, ordinata in provincia romana dall'imperatore e rimase tale fino alla sua morte (117), quando fu abbandonata dal successore Adriano. Quest'ultimo adottò una politica di rafforzamento dei vecchi confini, mantenendo le precedenti acquisizioni di Traiano come la Dacia e l'Arabia petrea. Sappiamo anche che negli anni 141-143 l'imperatore Antonino Pio, padre adottivo dei futuri imperatori Marco Aurelio e Lucio Vero, pose sul trono d'Armenia un nuovo re filo-romano, Soemo.

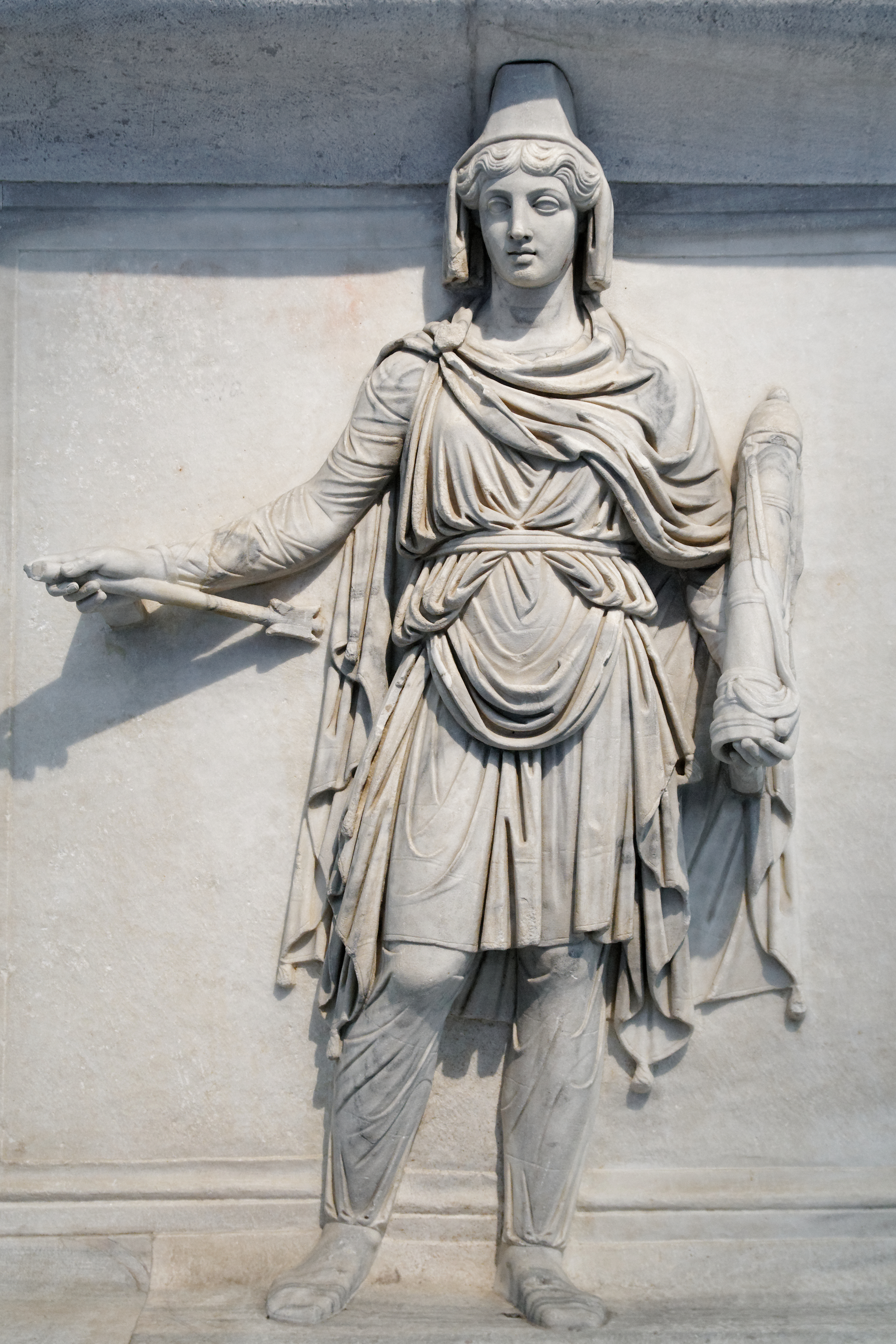
Rappresentazione simbolica della provincia Armenia proveniente dal tempio di Adriano. MANN, collezione Farnese

Il nuovo sovrano partico Vologase IV, divenuto re nel 148, poiché nel 161 il trono d'Armenia era divenuto vacante ed era stato reclamato da un certo Soemo, un principe di Emesa (che era pure senatore romano), reagì inviando in Armenia la propria cavalleria al comando del generale Osroe (Osrow), il quale inflisse una dura sconfitta ai Romani. Soemo fu deposto e dovette fuggire, mentre l'Armenia, in mano partica, ebbe un nuovo sovrano, di nome Pacoro.
Il governatore della Cappadocia, Severiano, si mosse allora con l'esercito in Armenia, ma fu sconfitto ad Elegeia poco ad est dell'Eufrate. Le campagne militari che seguirono, condotte dal fratello di Marco Aurelio, Lucio Vero, portarono però all'annessione del regno all'impero romano insieme alla Mesopotamia settentrionale (162-166).

#### Dai Severi all'anarchia militare (197-284)

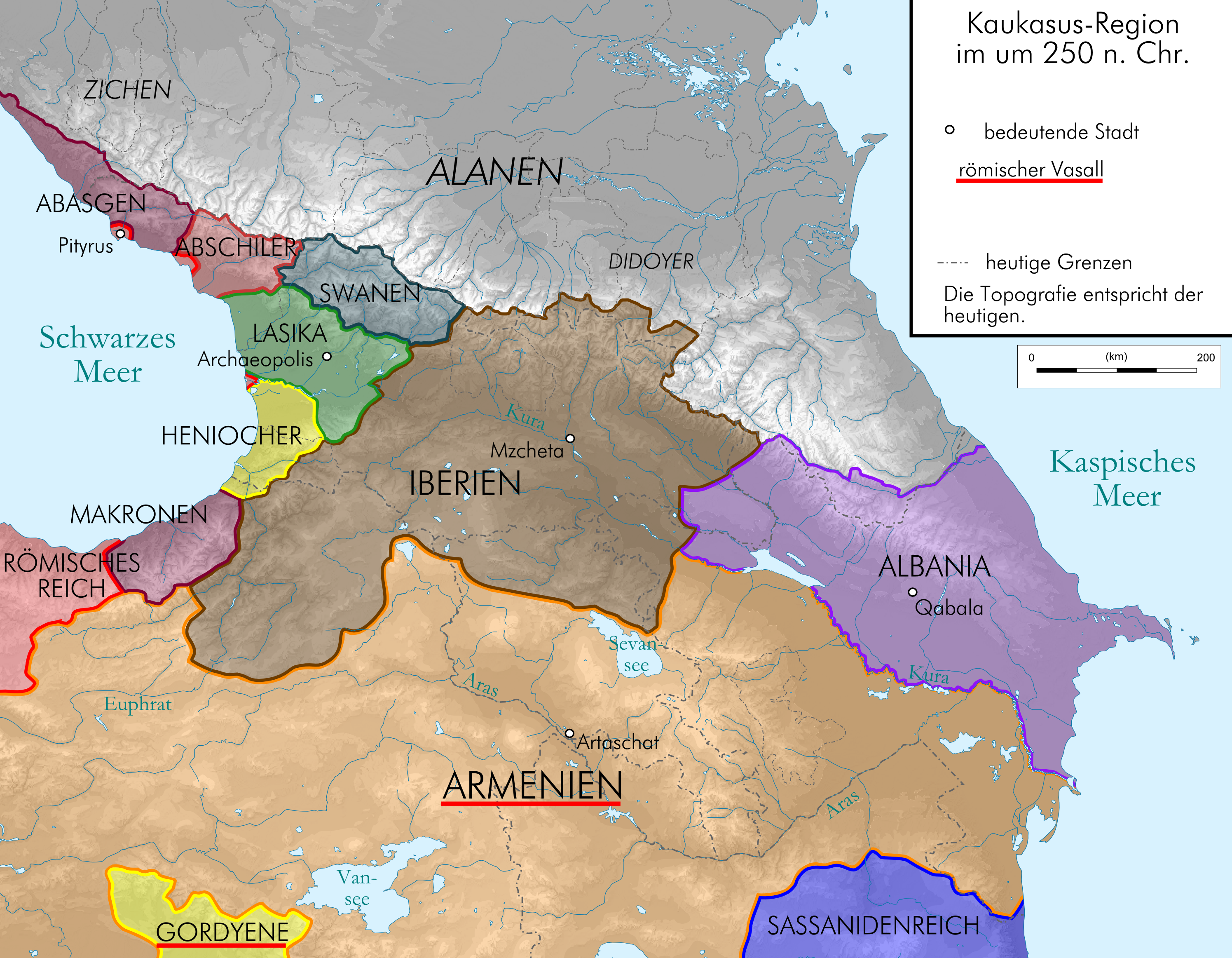
Il regno d'Armenia attorno al 250, vassallo di Roma.

Nel 230, nonostante una soluzione diplomatica offerta dall'imperatore romano Alessandro Severo, i Persiani penetrarono in Mesopotamia cercando senza riuscirvi di conquistare Nisibi e compirono diverse incursioni in Siria e Cappadocia. I Romani organizzarono allora una spedizione, col supporto del regno d'Armenia, e invasero la Media (oggi Hamadan, Iran) nel 232 puntando alla capitale Ctesifonte, già diverse volte catturata al tempo dei Parti. Ardashir I riuscì a respingere l'assalto a prezzo di numerose perdite, il che lo convinse a mettere da parte temporaneamente le sue mire espansionistiche fino alla costa mediterranea, ed a concentrarsi nel consolidamento del suo potere ad oriente.
Nel 244, dopo la sconfitta romana subita a Mesiche, non lontano da Ctesifonte, da parte di Sapore I, e la morte di Gordiano III, il nuovo imperatore Filippo l'Arabo, per ottenere la pace da Sapore, e portare il proprio esercito fuori dal territorio nemico, dovette accettare un trattato molto oneroso: un pagamento di 500.000 monete d'oro e la promessa di non intervenire più nella politica armena. Sembra però che il regno d'Armenia rimase ancora nella sfera di influenza romana, almeno fino alla morte del suo re, Cosroe II di Armenia (252 ca.).

### Periodo tardo-imperiale

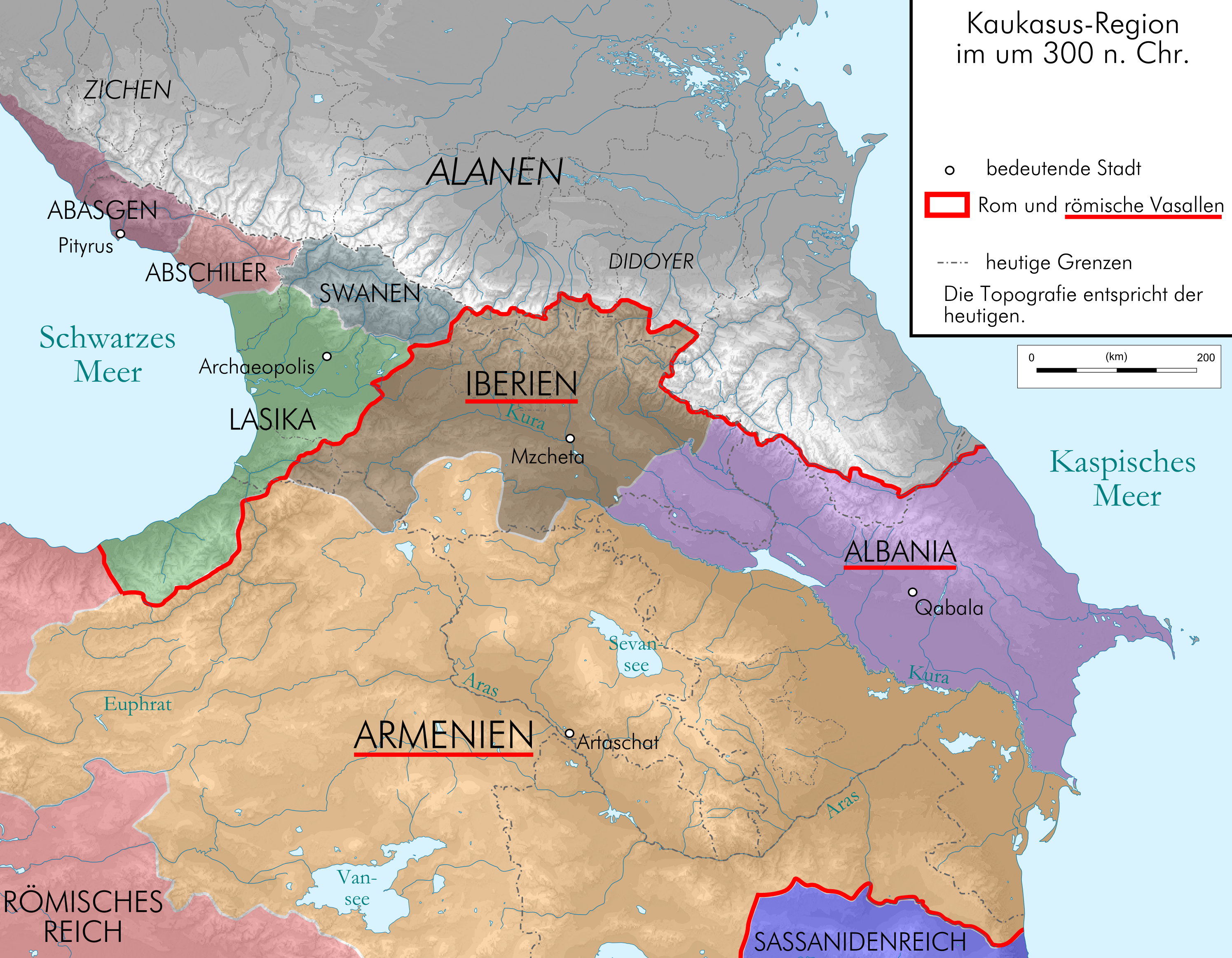
Il regno d'Armenia attorno al 300 (protettorato romano), dopo le campagne vittoriose di Galerio contro i Sasanidi.

I Romani riuscirono a riconquistare il regno d'Armenia al termine di alcuni anni di guerra (296-298) ai tempi di Diocleziano (augusto) e Galerio (cesare). La Mesopotamia tornò, anch'essa, sotto il controllo romano (la frontiera fu spostata fino al Khabur, al Tigri, passando per il Djebel Sindjar), mentre l'Armenia fu riconosciuta protettorato romano insieme all'Iberia, mentre a Nisibi furono accentrate le vie carovaniere dei commerci con l'estremo Oriente (Cina e India). Galerio celebrò in seguito la propria vittoria (tra il 298 ed il 303), anche se sembra non abbia accolto favorevolmente il trattato di pace, poiché avrebbe desiderato avanzare ulteriormente in territorio persiano.
La sconfitta dei Sasanidi ad opera di Diocleziano e Galerio (pace del 298) aveva garantito all'Impero romano oltre un trentennio di relativa pace, ed il riconoscimento del Regno d'Armenia come "stato cliente". Sotto il re cristiano Tiridate III di Armenia, la maggior parte del regno si era convertita al cristianesimo. Ma nel 334 il re armeno fu fatto prigioniero e condotto in Persia, costringendo gli Armeni ad invocare l'aiuto di Costantino I. Quest'ultimo scrisse al grande re Sapore II, il quale al termine di una lunga trattativa, decise di annettere l'Armenia e mise sotto minaccia la vicina provincia romana di Mesopotamia. Costantino fu così costretto a prepararsi per la grande guerra contro la Persia, a partire dalla fine del 336. Gli anni seguenti furono difficili anni di guerra tra i due imperi: da una parte Costanzo II, dall'altra Sapore II. I confini alla fine rimasero relativamente stabili, con avanzate e ritirate ora dell'uno ora dell'altro versante, almeno fino alla campagna sasanide di Giuliano del 363.

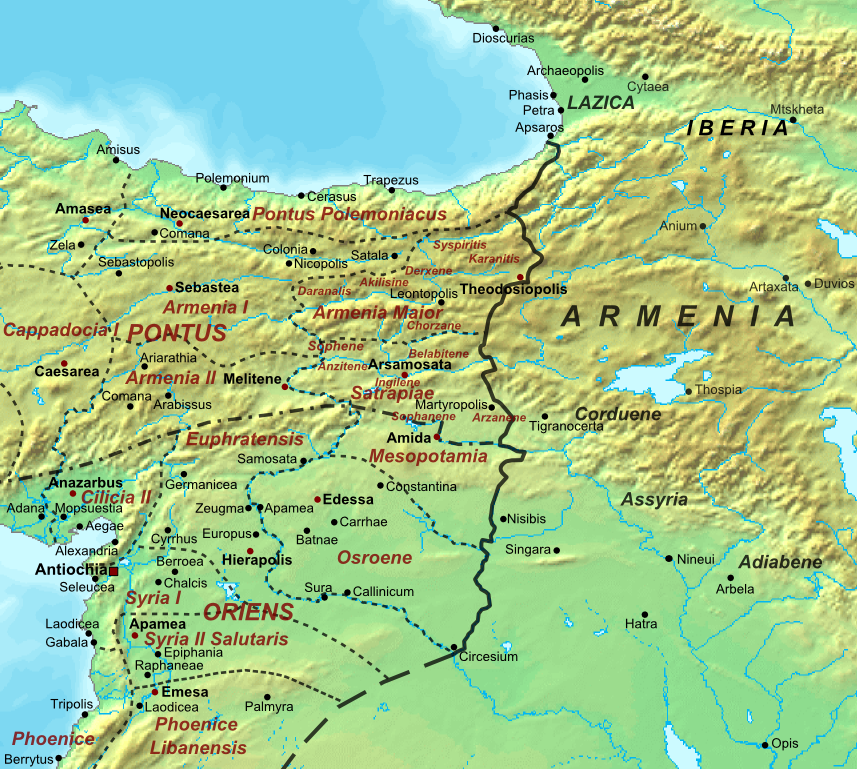
La frontiera Romano–Persiana dopo la spartizione dell'Armenia nel 384. La frontiera rimase stabile per tutto il V secolo.

Dopo la campagna contro i Persiani di Giuliano, e la sua morte avvenuta nel 363, il nuovo imperatore, Gioviano, firmò con Sapore II un trattato che garantì ai Sasanidi forti guadagni territoriali. Successivamente Sapore rivolse la propria attenzione all'Armenia, da lungo tempo contesa ai Romani. Riuscì a catturare il re Arshak II, fedele alleato dei Romani, e lo costrinse al suicidio; tentò anche di introdurre lo Zoroastrismo nel paese. La nobiltà armena si oppose all'invasione e prese contatto con i Romani, che inviarono il re Pap, figlio di Arsace III, in Armenia. Sull'orlo di una nuova guerra, l'imperatore Valente decise di sacrificare Pap, facendolo assassinare a Tarso, dove si era rifugiato, dal generale Traiano (374).
Nel 384 il regno d'Armenia venne alla fine separato in due regioni, quella occidentale sotto l'Impero romano d'Oriente, e quella orientale venne affidata ai Sasanidi. La regione occidentale divenne una provincia dell'Impero Romano con il nome di Armenia Minor, mentre la parte orientale rimase un regno all'interno della Persia fino al 428 quando i Sasanidi deposero il sovrano legittimo instaurando una loro dinastia.
Nel 422-423 l'imperatore d'Oriente, Teodosio II, inviò un forte contingente militare in Armenia, da sempre contesa dalle due potenze confinanti, al comando del magister militum praesentalis Ardaburio, il quale sconfisse il comandante persiano Narsehi e procedette al saccheggio della provincia dell'Arzanene e all'assedio della fortezza frontaliera di Nisibis. Alla fine Ardaburio sconfisse un nuovo contingente sasanide e impose la pace al sovrano sasanide (423).

### Periodo proto-bizantino (476-641)
Intorno al 535/536 le province in cui era suddivisa l'Armenia vennero riorganizzate dall'Imperatore Giustiniano. Giustiniano suddivise l'Armenia in quattro province:
- Armenia I, governata da un proconsole. Comprendeva quattro città della vecchia Armenia I (Teodosiopoli, Satala, Nicopoli e Colonea) e due città del vecchio Ponto Polemoniaco. La città di Leontopoli ricevette l'onore di essere chiamata con il nome dell'imperatore e di venire elevata al rango di metropoli.
- Armenia II, governata da un praeses. Corrispondeva pressappoco alla vecchia Armenia I, con alcune città in passato appartenenti al Ponto.
- Armenia III, governata da un comes Iustinianus con poteri sia civili che militari. Corrispondeva pressappoco alla vecchia Armenia II e comprendeva, tra le altre, le città di Melitene e Arabisso.
- Armenia IV, governata da un consolare. Comprendeva i territori oltre l'Eufrate ed era stata governata prima di allora da satrapi nativi. La sua metropoli era Martiropoli.

Fino a quel momento, gli Armeni avevano vissuto secondo le proprie leggi e tradizioni, e non erano obbligati a rispettare le leggi di Roma (Bisanzio). Giustiniano con una serie di editti obbligò gli Armeni a rispettare le leggi dell'Impero. Giustiniano giustificò questa sua decisione sostenendo che era barbaro che secondo le leggi armene le donne fossero escluse dall'eredità, e dunque stabilì che, in conformità con il diritto romano, anche le donne armene potessero ereditare. Secondo alcuni invece Giustiniano obbligò gli Armeni a obbedire al diritto romano non solo perché voleva che le leggi romane venissero applicate in tutto l'Impero ma anche per far frantumare le grandi tenute armene in più parti e dunque indebolire i nobili armeni (secondo il diritto armeno, a differenza di quello romano, le tenute passavano indivise da padre a figlio).
Nel 537/539 scoppiò una rivolta in Armenia, dovuta al malcontento della popolazione nei confronti dei Bizantini, che avevano alzato le tasse e ridotto i poteri dei nakharar. La causa prossima della rivolta fu comunque l'assassinio del Principe Hamazasp di Sper a opera di un proconsole bizantino. La sedizione venne repressa nel sangue e i capi della rivolta giustiziati o esiliati.

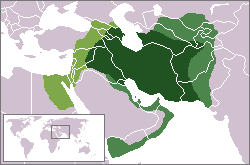
L'impero sasanide al suo apogeo.

Nel 565, Giustiniano I morì e gli succedette al trono Giustino II (565–578). Un anno prima il governatore sasanide di Armenia, della famiglia Suren, costruì un tempio del fuoco a Dvin presso la moderna Erevan, e fece uccidere un membro influente della famiglia mamikoniana, scatenando una rivolta che portò al massacro del governatore persiano e della sua guardia nel 571, mentre la ribellione si era estesa anche all'Iberia. Giustino II approfittò della rivolta armena per interrompere i tributi annuali ai Sasanidi di Cosroe I per la difesa del Caucaso. Gli Armeni furono accolti come alleati, e un esercito fu mandato in territorio sasanide e assediò Nisibis nel 573. Tuttavia l'assedio fallì e i persiani contrattaccarono assediando e prendendo Dara e devastando la Siria. Giustino II fu costretto a accettare di pagare tributi annuali in cambio di una tregua di cinque anni sul Mesopotamico, sebbene la guerra continuò altrove. Nel 576 Cosroe I attaccò l'Anatolia saccheggiando Sebasteia e Melitene, ma l'offensiva sasanide terminò con una disfatta. Approfittando della momentanea vulnerabilità persiana, i Bizantini irruppero in territorio sasanide. Cosroe chiese la pace, ma decise di continuare la guerra dopo una vittoria del suo generale Tamkhosrau in Armenia nel 577 e la guerra riprese anche in Mesopotamia. La rivolta armena terminò con un'amnistia generale e l'Armenia ritornò in mano sasanide.
Alla morte di Cosroe I, Ormisda IV (579–590) salì al trono. La guerra con i bizantini continuò fino a quando il generale Bahram Chobin, messo da parte e umiliato da Ormisda, organizzò una rivolta nel 589. L'anno successivo Ormisda venne ucciso e gli successe al trono il figlio Cosroe II (590–628), ma il cambio di re non riuscì a placare l'ira di Bahram, che sconfisse Cosroe, costringendolo a rifugiarsi in territorio bizantino, e salendo al trono come Bahram VI. Con l'aiuto di truppe fornitegli dall'Imperatore bizantino Maurizio (582–602), Cosroe II riuscì a ottenere una vittoria decisiva sull'esercito di Bahram a Ganzak (591), riuscendo così a ritornare al potere. In cambio dell'aiuto di Maurizio, Cosroe dovette cedere ai Bizantini tutti i territori occupati dai persiani durante la guerra, l'Armenia e parte dell'Iberia. L'Armenia romano-orientale raggiunse così la sua massima estensione.

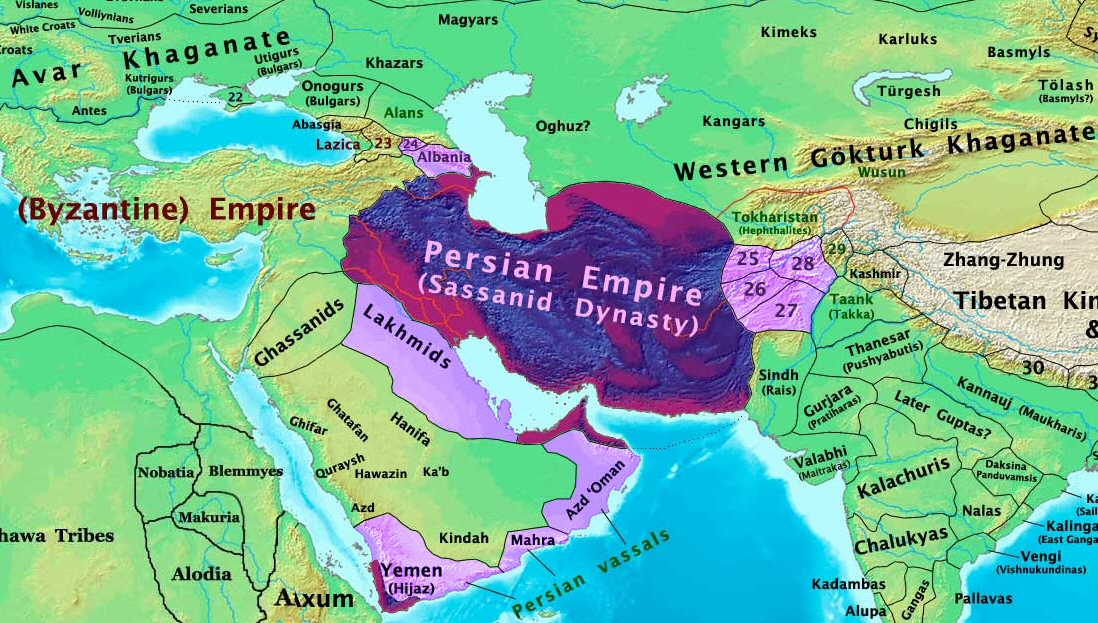
L'impero sasanide e gli stati confinanti (incluso l'impero romano d'Oriente) nel 600.

In seguito a queste conquiste, Maurizio riorganizzò le province armene in quattro province:
- Armenia I: corrisponde all'Armenia III di Giustiniano.
- Armenia II: corrisponde all'Armenia II di Giustiniano.
- Grande Armenia: corrisponde all'Armenia I di Giustiniano.
- Armenia IV: distretti di Sophene, Digisene, Anzitene, Orzianine, Muzuron.
- Mesopotamia: corrisponde all'Armenia IV di Giustiniano con l'aggiunta dell'Arzanene.

Maurizio scrisse a Cosroe II questa lettera, che ebbe conseguenze importanti per l'Armenia:
Cosroe fu d'accordo con questa proposta, e tutti i soldati armeni furono trasferiti in terre straniere. Questa politica generò ovviamente del malcontento in Armenia e vi furono infatti delle rivolte capeggiate da Sahak Mamikonian e Sembat Bagratuni. 

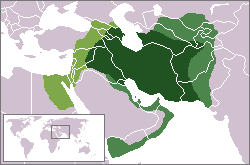
L'impero sasanide al suo apogeo.

La pace durò però poco più di un decennio. Nel 602 infatti l'esercito romano impegnato nei Balcani a contrastare le invasioni di Slavi e Avari, scontento nei confronti di Maurizio, si rivoltò all'autorità imperiale e, capeggiato dal centurione Foca, si impossessò della capitale nominando nuovo Imperatore Foca; pochi giorni dopo Maurizio e la sua famiglia vennero trucidati. Cosroe II usò l'assassinio del suo benefattore come pretesto per iniziare una nuova Guerra contro i Romani. Nei primi anni di guerra i Persiani ottennero successi senza precedenti. Essi vennero favoriti dalla rivolta del generale romano Narsete contro Foca e dall'utilizzo da parte di Cosroe di un pretendente che sosteneva di essere Teodosio, il figlio di Maurizio e il legittimo erede al trono. Negli anni successivi i Persiani conquistarono gradualmente le città-fortezza della Mesopotamia una dopo l'altra. Nello stesso tempo inflissero una serie di sconfitte ai Romani in Armenia sottomettendo sistematicamente le fortezze romane nel Caucaso.
Foca venne ucciso nel 610 da Eraclio, che salì al potere. Nel frattempo i Persiani completarono la loro conquista della Mesopotamia e del Caucaso, e nei dieci anni successivi annessero al loro impero Siria, Palestina, Egitto e devastarono l'Anatolia. Nel frattempo, gli Avari e gli Slavi approfittatono della situazione per invadere i Balcani, portando l'Impero romano sull'orlo del collasso.

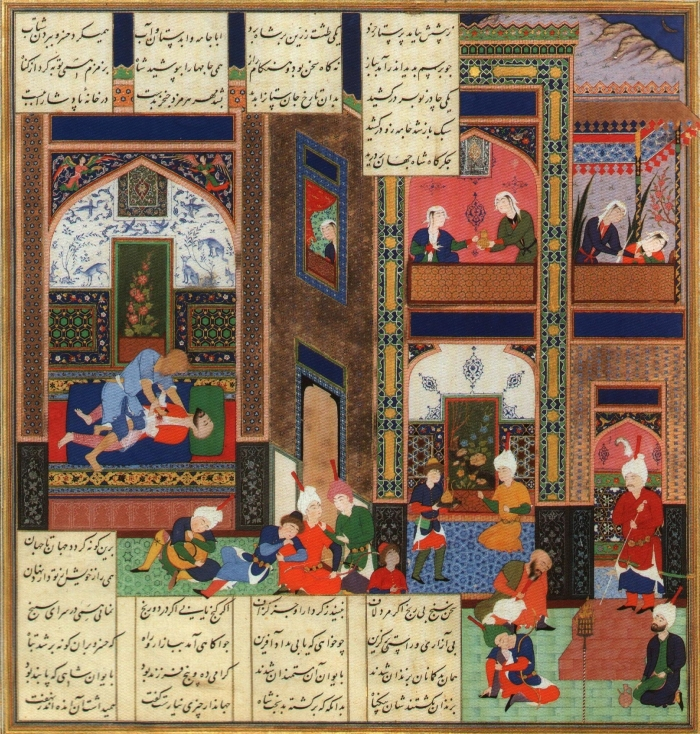
L'assassinio di Cosroe II, in un manoscritto Mughal del c. 1535.

Eraclio tentò di ricostruire il suo esercito e chiese in prestito del denaro alla Chiesa per ottenere i fondi necessari per continuare la guerra. Nel 622, Eraclio lasciò Costantinopoli per formare un esercito in Asia Minore e lanciare una nuova contro-offensiva, che assunse i caratteri di una Guerra santa. Nel 624 invase l'Armenia e mise in fuga un esercito persiano comandato da Cosroe in persona a Ganzaca in Atropatene. Qui distrusse numerosi templi zoroastriti per vendicarsi del saccheggio di Gerusalemme del 614 ad opera dei Persiani. Nel 625 sconfisse i generali Shahrbaraz, Shahin e Shahraplakan sempre in Armenia, e negli anni successivi ottenne altre vittorie. Dopo un assedio di Costantinopoli fallito da Persiani e Avari, Eraclio strinse un'alleanza con i Turchi, che avevano approfittato della declinante forza dei Persiani per devastare i loro territori nel Caucaso. Nel tardo 627, Eraclio lanciò un'offensiva invernale in Mesopotamia, dove, nonostante la diserzione del contingente Turco, inflisse una decisiva e schiacciante sconfitta ai Persiani nella Battaglia di Ninive. Umiliato dalla serie di disfatte, Cosroe venne ucciso in una congiura e gli succedette il figlio Kavadh II, che firmò un trattato di pace con i Romani, accettando di ritrirarsi da tutti i territori occupati. Eraclio riportò la Vera Croce, deportata in Persia dai persiani durante la conquista di Gerusalemme nel 614, nella Città Santa con una grandiosa cerimonia nel 629.
L'Armenia venne così recuperata dai Bizantini per venire poi di nuovo quasi tutta persa qualche anno dopo durante le invasioni arabe. A causa della riforma dei Temi (ideata da Eraclio o, in alternativa, da uno dei suoi successori), la parte di Armenia rimasta bizantina venne riorganizzata nel nuovo tema di Armeniakon. Dopo sette secoli di storia, la provincia romana di Armenia venne così soppressa.

## Difesa ed esercito
Sappiamo che nel corso delle campagne partiche di Lucio Vero, dopo l'occupazione della regione (per la quale Lucio Vero ed il fratello Marco Aurelio ottennero entrambi i titoli di Armeniacus, rispettivamente nel 163 e 164), una forte guarnigione romana veniva posta nella nuova città di Kainepolis (l'odierna Ečmiadzin a 40 km a nord-est di Artaxata, la vecchia capitale armena).

## Geografia politica ed economica
Le città principali erano Arsamosata, Tigranocerta, Artaxata ed Elegeia. L'Armenia è una regione prevalentemente desertica anche se nel versante settentrionale vi è la Catena del Caucaso. Non scorrono vasti fiumi. La regione è ricca di altipiani nei quali i persiani posizionarono molti dei loro accampamenti e le porte caspiche, una sorta di limes persiano.
In Armenia non si trovano foreste infatti appunto per questo non venne mai sfruttata dagli antichi e venne trascurata, la regione prese soltanto una notevole importanza per i suoi ampi spazi deserti dove la cavalleria persiana e poi sasanide divenne un nemico inarrestabile.

### Fonti primarie
- Cassio Dione Cocceiano, Storia romana, 54.
- Floro, Epitome di storia romana, II.
- Strabone, Geografia, XVII;
- Svetonio, Vite dei Cesari, Tiberio.
- Tacito, Annales, II e VI.
- Velleio Patercolo II.

### Fonti storiografiche moderne
- D. Kennedy, L'Oriente, in Il mondo di Roma imperiale: la formazione, a cura di J. Wacher, Bari 1989.
- Yann Le Bohec, Armi e guerrieri di Roma antica. Da Diocleziano alla caduta dell'impero, Roma 2008 ISBN 978-88-430-4677-5
- Howard H. Scullard, Storia del mondo romano.
- F.A. Arborio Mella, L'impero persiano da Ciro il Grande alla conquista araba, Milano 1980.

| Controllo di autorità | VIAF (EN) 140652586 · J9U (EN, HE) 987007552620305171 |